# 利利亚娜·阿连
利利亚娜·阿连（西班牙語：Liliana Allen，1970年3月24日—），古巴、墨西哥女子田径运动员。她曾代表古巴、墨西哥参加1987年、1991年、1995年、1999年和2003年泛美运动会田径比赛，获得三枚金牌、四枚银牌和一枚铜牌。